# Diamela Eltit
Diamela Eltit est une écrivain et professeur d'espagnol chilienne, née le 24 août 1947 à Santiago du Chili.

## Biographie
Née en 1947, Diamela Eltit obtient un diplôme universitaire de l'université catholique puis poursuit des études supérieures en littérature à l'université du Chili à Santiago. En 1977, elle  commence une carrière d'enseignante dans des écoles secondaires publiques de Santiago, puis en 1984, elle devient enseignante  dans des universités au Chili. Ses années d'études supérieures puis d'entrée dans la vie active sont des années de bouleversement politique au Chili. En novembre 1970, Salvador Allende est devenu président, soutenu par une coalition de partis de gauche Unité populaire. En septembre 1973, il est renversé par des militaires commandés notamment par Augusto Pinochet, qui instaure une instaure une dictature, et reste au pouvoir jusqu'en mars 1990, où s'amorce une transition vers la démocratie.
À partir de 1991, elle travaille aussi comme attachée culturelle à l’Ambassade chilienne au Mexique jusqu'en 1994. 
Mais elle se consacre également à l'écriture et, durant la dictature, à la lutte contre la censure. Elle commence à publier durant la dictature et crée en 1975 un collectif d'artistes, le Colectivo de Acción de Arte,. 
Dans ses romans, elle casse les modèles traditionnels de l’écriture à travers des ambiances sordides et des personnages marginaux en utilisant une narration marquée par un langage ambigu et des exaltations au corps de la femme blessée. En 1985, elle obtient une bourse Guggenheim pour la création littéraire], en 1995 une bourse de la Social Science Research Council, en 1995 le prix José-Nuez-Martín, et en 2020  le prix littéraire international Carlos Fuentes pour la création littéraire en langue espagnole.
Épouse du dirigeant socialiste historique Jorge Arrate, dont elle a soutenu la candidature à la présidentielle de 2009 sous l'égide de Juntos Podemos Más, elle est un membre de la génération affectée par le coup d'État du 11 septembre 1973 contre Salvador Allende, et une des représentantes emblématiques de la résistance des artistes durant cette période,.
En 2018, Diamela Eltit reçoit le prix national de littérature du Chili.

## Œuvre

### Romans
- Lumpérica (1983) Publié en français sous le titre Lumpérica, traduit par Florence Olivier et Anne de Waele, Paris, Des Femmes, 1993  (ISBN 2-7210-0442-5)
- Por la patria (1986)
- El cuarto mundo (1988) Publié en français sous le titre Quart-monde, traduit par Alexandra Carrasco, Paris, Christian Bourgois éditeur, coll. « Fictives », 1992  (ISBN 2-267-01012-7)
- Vaca sagrada (1991)
- El infarto del alma (1994)
- Los vigilantes (1994)
- Los trabajadores de la muerte (1998)
- Mano de obra (2002)
- Puño y letra (2005)
- Jamás el fuego nunca (2007)
- Impuesto a la carne (2010)
- Antología Personal (2012)
- Fuerzas especiales (2013)
- Sumar (2018)

### Essais
- Elena Caffarena: El derecho a voz, el derecho a voto (México, 1993)
- Crónica del sufragio femenino en Chile (1994)
- Emergencias. Escritos sobre literatura, arte y política (2000)
- Signos vitales. Escritos sobre literatura, arte y política (2007)
- Réplicas. Escritos sobre literatura, arte y política (2016)
- A máquina Pinochet e outros ensaios (2017)

### Autres publications
- El padre mío (1989)
- El infarto del alma (1994)
- Antología personal (2012)